# Porto dei santi
Porto dei santi è un romanzo dello scrittore statunitense William Burroughs pubblicato nel 1973 dalla Blue Wind Press, in italia viene tradotto e pubblicato da SugarCo nel 1978. Una nuova edizione rivista dall'autore è stata pubblicata nel 1980 (e in italiano nel 1994).
È innanzitutto una biografia, che unita alla tecnica del cut-up e all'inconfondibile stile narrativo dell'autore diventa una biografia "sperimentale". Esempio di narrazione anacronistica, caratterizzato da un altalenarsi di scene porno gay da vicolo di periferia e visioni apocalittiche alla William Blake, vede l'intrecciarsi, il costruirsi e il distruggersi di una trama che non c'è, personaggi che compaiono e non ritornano, abbozzi di discorsi, frammentazione psichedeliche apparentemente sconnesse che rendono la lettura discontinua. Come dice la studiosa Jenny Skerl, il libro combina fantasie erotiche e spunti narrativi fino a mescolare storie di giovani selvatici in un groviglio di desideri, tra i quali quello di viaggiare nel tempo e riscrivere la storia.
Il romanzo, per la sua frammentarietà e per il ritorno di immagini e personaggi già apparsi altrove o che altrove verranno sviluppati, assume senso compiuto se il lettore lo inserisce nella continuità dell'opera complessiva dell'autore.

## Edizioni italiane
- Porto dei santi, trad. di Giulio Saponaro, SugarCo ("Tasco" n. 44), Milano 1978
- Porto dei santi, trad. di Giulio Saponaro, SugarCo ("Tasco. Letteratura" n. 30), Milano 1994 ISBN 88-7198-323-8